# Concílio de Xiracavã
O Concílio de Xiracavã (em armênio/arménio:  Շիրակավանի ժողով, transl. Širakavani žoġov) foi um concílio de união realizado entre a Igreja Ortodoxa, a Igreja Apostólica Armênia e a Igreja Siríaca de abril a outubro de 862 na cidade armênia de Xiracavã. O objetivo do concílio era buscar a unidade entre essas três Igrejas e esclarecer as posições cristológicas defendidas pela Igreja Apostólica Armênia e, em menor grau, pela Igreja Siríaca.
O concílio foi possível graças ao apoio dos líderes das diferentes Igrejas, Fócio I de Constantinopla e Zacarias I da Armênia. O apoio do rei bagrátida da Armênia, Asócio, o Grande, fortaleceu ainda mais a possibilidade do concílio, que finalmente ocorreu em 862. Fócio mais tarde considerou este concílio um sucesso, mas foi esquecido devido a mudanças nas alianças políticas e ao apoio abássida a Asócio.
No entanto, mesmo que tenha sido esquecido depois de ocorrido, o concílio ainda é reconhecido pela Igreja Apostólica Armênia.

## Antecedentes
Em setembro de 861, o patriarca de Constantinopla, Fócio I, ele próprio de origem armênia, tentou unir a Igreja Armênia à Igreja Ortodoxa, endereçando duas cartas aos armênios: uma ao católico Zacarias I de Tzaque e outra ao rei Asócio I da Armênia, ambos os quais responderam. Os católicos armênios já haviam se envolvido em várias tentativas de se reunir com a Igreja Ortodoxa.
Nessas cartas, o patriarca de Constantinopla, Fócio, argumentou que Zacarias descendia de Tadeu, enquanto Zacarias afirmou que Fócio descendia de André, reconhecendo assim uma origem apostólica para ambas as sés como parte da discussão.
A busca pela reconciliação doutrinária com as Igrejas não-calcedonianas foi provavelmente motivada em parte pela busca de uma aliança para combater os árabes e pela preparação da campanha militar que culminou na Batalha de Lalacão em 863. O assassinato do califa Mutavaquil em 861 e as mudanças no Califado Abássida também podem ter fornecido mais espaço para os cristãos se envolverem em debates teológicos.

## Linha do tempo e consequências

### Linha do tempo
Foi convocado um concílio que, após uma celebração litúrgica conjunta, reuniu Zacarias e outros bispos armênios, bem como o rei Asócio, que favoreceu a ideia de reaproximação doutrinária entre as duas Igrejas. O arcebispo João de Niceia na Trácia representou a Igreja Ortodoxa, enquanto o diácono Nono de Nísibis representou a Igreja Siríaca, fornecendo peso moral significativo ao lado aramaico-sírio em comparação com a representação bizantina. O arcebispo João de Niceia provavelmente conhecia os costumes armênios, explicando por que foi enviado pelo patriarca Fócio.
As cartas de Fócio serviram de base para as discussões doutrinárias, e os cânones adotados são considerados como reflexo de suas posições, embora permanecendo relativamente neutros para evitar chocar os armênios. Fócio estava bem ciente dos preconceitos direcionados contra o Concílio de Calcedônia dentro da Igreja Apostólica Armênia.

### Consequências
O sucesso do concílio, aos olhos dos abássidas, refletiu a autoridade do rei Asócio, que provavelmente aspirava unificar as populações cristãs no Cáucaso precisamente para fortalecer sua posição contra os muçulmanos. Pouco depois do concílio, ele recebeu o título de "Príncipe dos Príncipes" do governador árabe da Armênia, Ali Ibn Yahia.
Para os bizantinos, o concílio foi percebido como um sucesso, e Fócio escreveu cinco anos depois, em 867, que os armênios haviam retornado à "verdadeira fé". No entanto, depois que os abássidas fortaleceram o poder de Asócio, a política diplomática armênia mudou, e uma aliança política e doutrinária com o Império Bizantino ficou em segundo plano. Como resultado, as conquistas deste concílio foram esquecidas, especialmente após a morte do católico Zacarias e nos anos que antecederam 880.
O sucessor de Asócio, Simbácio I da Armênia, continuou esta política de aliança com as autoridades abássidas e se afastou do acordo alcançado no Concílio de Xiracavã. No entanto, o concílio permaneceu reconhecido pela Igreja Apostólica Armênia até o século XXI.

## Decisões

### Análise histórica e teológica
As decisões do concílio consistiam apenas em cânones, totalizando 15, com 12 deles retirados de um concílio de união anterior realizado em Manzicerta em 726.
Para evitar perturbar o partido armênio, o concílio se absteve de usar termos abertamente calcedonianos, exceto em seus cânones 13 e 14. No cânone 13, condenou os monofisitas armênios que fingiram aceitar o Concílio de Calcedônia para ganho pessoal. No cânone 14, dirigiu-se aos armênios que podem reconhecer os argumentos teológicos do Concílio de Calcedônia, do Segundo Concílio de Constantinopla, do Terceiro Concílio de Constantinopla e do Segundo Concílio de Nicéia, mas continuaram a acusar esses concílios de serem nestorianos.
O cânone 14 é visto como uma tentativa de permitir que os armênios convencidos da correção das posições calcedônicas possam aderir a esta profissão de fé sem serem condenados pela Igreja Apostólica Armênia. O concílio também é conhecido por sua influência na teologia da arte armênia.
A interpretação teológica do escopo do concílio varia entre os estudiosos. Jean-Pierre Mahé e TW Greenwood acreditam que o caso pretendido era a conversão dos monofisitas ao diofisismo e não o contrário. No entanto, Igor Dorfmann-Lazarev oferece uma visão mais matizada, sugerindo que o concílio visava estabelecer um modus vivendi dentro da Igreja Armênia, que estava envolvida em conflitos significativos entre calcedônios e monofisistas. Jean-Pierre Mahé não nega essa perspectiva; ele a vê como uma forma de tolerância, embora favorecendo posições bizantinas, uma visão compartilhada por TW Greenwood e K. Maksoudian.